# جشنواره بین‌المللی درام در توکیو
جشنواره بین‌المللی درام در توکیو (انگلیسی: International Drama Festival in Tokyo) (به ژاپنی: 国際ドラマフェスティバル in TOKYO)، یک نمایش سالانه جایزه برای برتری در درام (فیلم و تلویزیون) تولید در توکیو، ژاپن است.